# 譚富英
譚富英（1906年10月15日—1977年3月22日），祖籍湖北，在北京出生，京劇演員，工生行，富連成科班富字科出身，拜師余叔岩。祖父譚鑫培和父親譚小培。
中華人民共和國成立后，出任北京京劇一團團長，1956年北京京劇一團併到北京京劇團（今北京京劇院）以后，任總副團長。1959年參加中國共產黨。他參與《蘆蕩火種》（后來的樣板戲《沙家浜》）的創作。
其子譚元壽、孫譚孝曾和曾孫譚正岩都是生行京劇演員。有學生馬長禮、義女顧正秋。